# Paralimnophila murdunna
Paralimnophila murdunna är en tvåvingeart som beskrevs av Günther Theischinger 1996. Paralimnophila murdunna ingår i släktet Paralimnophila och familjen småharkrankar. Inga underarter finns listade i Catalogue of Life.